# 원나잇 푸드트립
원나잇 푸드트립은 대한민국의 버라이어티 프로그램이다. 시즌 2와 3은 각각 먹방 레이스와 언리미티드라는 부제를 달고 방영되었다.

먹방의 한계를 뛰어넘는 위(胃)대한 레이스가 시작됐다!
도전한 여행지 57곳!
역대 총 출연자 95명!
총 도장 개수 1426.49개!
지난 시즌, 전 국민의 ‘먹心’을 자극했던
이 더욱 강력하게 돌아왔다!
‘우리의 먹방에 한계란 없다!’
단순히 먹기만 하는 여행은 그만!!
남들 다 가는 맛집도 그만!!
오직 리얼 맛집을 찾아,
진실 된 먹방만을 선보인다!!
더 멀리, 더 많이, 더 맛있게!!
강력한 먹방 히어로즈들과 함께
새로운 나라, 최고의 음식을 먹으러 떠나는
1박 2일간의 푸드 트립!
먹방의 한계를 뛰어넘는 최강의 먹방 여행이 시작된다.